# Bitva u Jarmúku
Bitva u Jarmúku byl jeden z nejvýznamnějších vojenských střetů Byzantské říše a Rášidského chalifátu. Bitva se uskutečnila v srpnu roku 636 u řeky Jarmúk blízko dnešní syrsko-jordánsko-izraelské hranice. Byzantské vojsko podlehlo muslimským Arabům, které vedl Chálid ibn al-Valíd.

## Před bitvou
Po zavraždění byzantského císaře Maurikia roku 602 byl císařem provolán Fokas. Proti němu vypukla po celé říši povstání, která byla velmi krutě potlačována. K povstání se připojil také africký exarcha Herakleios starší, jehož syn Herakleios mladší ovládl roku 610 Konstantinopol a sám se stal císařem. Vládu zahájil správními reformami, díky kterým je považován za prvního středověkého byzantského císaře.
Maurikiova zavraždění využil perský král Husrav II. a obnovil válku proti Byzanci. Po obsazení Sýrie, Palestiny a části Malé Asie byl roku 622 poražen v Arménii. Poté koordinoval svůj postup s Avary, se kterými roku 626 oblehl Konstantinopol. Tam byl poražen a následujícího roku utrpěl další velkou porážku u Ninive. Po ní byl svržen a jeho nástupce Kavád II. navrátil Byzanci dobyté provincie a uloupené relikvie, včetně Svatého kříže, který pak Herakleios vrátil do Jeruzaléma.
Mezitím začal na Arabském poloostrově prorok Mohamed kázat islám, jenž sjednotil do té doby nejednotné arabské kmeny. Po jeho smrti pak vznikl chalífát, který zahájil expanzi do Sýrie, Palestiny a Mezopotámie. Nedávno vrácené provincie však nebyly plně pod byzantskou kontrolou, a vojenské posádky nebyly schopny účinného odporu. Do oblasti byl proto vyslán s vojskem císařův bratr Theodor. Ten byl po počátečních úspěších poražen roku 634 Chálidem ibn al-Valídem u Adžnádajnu a po dalších porážkách odvolán.
Následujícího roku byl do Sýrie vyslán generál Theodoros Trithyrios s velkým vojskem složeným z Arménů, oddílů z Anatolie a křesťanských Arabů. Zvláště křesťanští Arabové však nechtěli bojovat za Byzantskou říši proti svým příbuzným a Arméni vedení generálem Vahanem se nechtěli podřídit byzantskému velení. Velká část armády byla proto nespolehlivá. Arabský vojevůdce se vyhýbal bitvě a nakonec zaujal postavení u řeky Jarmúk.

## Bitva
Po čtyři měsíce byli Arabové drženi v kotlině u Jarmúku, zády k poušti. Během té doby Arabové pomalu pronikali v menších skupinách přes lávová pole a odřezávali cestu odloučeným byzantským jednotkám, úspěšně také narušovali zásobování. Dlouhé čekání na rozhodující bitvu narušovalo morálku v byzantském vojsku, kde hrozila vzpoura arménských jednotek. Arméni si zvolili generála Vahana za vrchního velitele namísto Theodora Trithyriose a odmítali ho dále poslouchat. Část vojska kvůli tomu dezertovala. Naproti tomu Arabům neustále docházely čerstvé posily z Medíny.
Dne 20. srpna 636 přišla velká písečná bouře a Chalíd rozhodl, že je nejlepší čas k bitvě. Byzantské vojsko bylo ochromeno právě skončenou písečnou bouří, když se vyřítili beduínští kopiníci a arabští vojáci s meči, pro které byly podmínky bouře tak běžné jako pro Armény a Řeky děsivé. Proti hordám pouštních jezdců, kteří bojovali každý sám za sebe, neměly byzantské jednotky šanci obstát, protože byly zvyklé na boj pod velením příslušných důstojníků nesoucích standartu nebo pennant. Mnozí Byzantinci se ještě schovávali na zemi před písečnou bouří, když přes ně přejížděli již první beduínští jezdci.
Při první srážce obou armád hromadně dezertovali křesťanští Arabové v byzantských řadách, někteří se dokonce přidali nečekaně k útočníkům. Mezi arabskými bojovníky byly i jejich manželky, které projížděly po bojišti sem a tam a křikem a hučením povzbuzovaly své muže. Divoká Abú Sufjánova manželka Hind byla v přední linii, křičela na Araby, aby usekávali ruce neobřezanců a demonstrativně pojídala játra mrtvých Řeků.
Byzantinci se dali v panice na útěk a zjistili, že Arabové obsadili jediný most přes Vádí al-Rukkád a odřízli jim tak ústup. Tisíce prchajících Řeků a Arménů tak našly smrt v korytě řeky. Jak Theodor tak Vahan byli v bitvě zabiti a nikdo neorganizoval ústup.
Bitva tak skončila skutečným vyhlazením celého byzantského vojska.

## Důsledky
Vítězství muslimů přispělo k rozmachu islámské expanze do Sýrie, Palestiny a Egypta a znamenalo definitivní konec byzantské vlády v těchto zemích. Toto střetnutí také vedlo k rychlému rozšíření islámu v do té doby křesťanských krajích na Středním východě.